# Битва при Яламе
Битва при Яламе (азерб. Yalama döyüşü) — сражение, произошедшее 27—28 апреля 1920 года на территории станции Ялама между подразделениями Кубинского пехотного полка 2-й пехотной дивизии армии АДР и XI Красной армией.

## Предыстория
28 мая 1918 года на заседании Национального совета была провозглашена Азербайджанская Демократическая Республика. К весне 1920 года Советская Россия признала независимость трёх государств, появившихся на территории бывшей империи: Польши, Финляндии и Эстонии. В марте среди большевистского руководства окончательно взял верх курс, направленный на решение азербайджанского вопроса силовым путём. В письме Л. Д. Троцкому от 11 марта, В. И. Ленин вопрошал: «Хан-Хойский, хотя и полемизирует, но усиленно напрашивает на переговоры. Если бы все силы пришлось направить против Польши и Финляндии, и если бы мирным путём можно было получить нефть, не следовало ли бы отсрочить там войну». Несмотря на то, что обострение ситуации с Польшей вынуждало В. И. Ленина избегать затратной или затяжной борьбы в Закавказье, перспектива боевых действий на Западном фронте, по мнению А. Маршалла, показала крайнюю необходимость Советской России в нефти, отчего 17 марта он санкционировал организацию переворота по свержению правительства в Баку. Выбранный вариант В. И. Ленин посчитал правильным в связи с утешительными донесениями, исходившими от Кавказского фронта, где Красная армии успешно продвигалась на Северном Кавказе. В тот день, 17 марта, В. И. Ленин телеграфировал членам Реввоенсовета Кавказского фронта — И. Т. Смилге и Г. К. Орджоникидзе: 

Взять Баку нам крайне, крайне необходимо. Все усилия направьте на это, причём обязательно в заявлениях быть сугубо дипломатичными и удостовериться максимально в подготовке твёрдой местной Советской власти. То же относится и к Грузии, хотя к ней относиться советую ещё более осторожно.

К концк марта XI Красная армия подошла к Дагестану, где продолжались боевые действия белогвардейцев с дагестанскими повстанцами. Действующий здесь турецкий генерал Нури-паша в ночь на 21 марта бежал из Дагестана в Азербайджан. Тогда же обостряется ситуация в Карабахе. В ночь с 22 на 23 марта, во время празднования Новруза, армянские вооружённые отряды внезапно напали на азербайджанские гарнизоны в Шуше, Аскеране и Ханкенди. Азербайджанское правительство перебросило основную часть вооружённых сил страны в Карабах для подавления мятежа. Пока азербайджанские войска были заняты подавлением восстания в Карабахе, 1-й Дербентский Советский полк и лезгинские повстанцы в ночь на 25 марта атаковали и взяли Дербент и двинулись к порту Петровска и 30 марта заняли Петровск. Погрузившись на пароходы, войска генерала Д. П. Драценко ушли в Баку. Части XI Красной Армии вышли к азербайджанской границе. В течение ближайших дней в Дагестане началась передислокация частей Красной Армии. 15 апреля министр иностранных дел Азербайджана Фатали Хан Хойский направил ноту наркому иностранных дел РСФСР Г. В. Чичерину, в которой, в частности, говорилось:

«…ныне наблюдается концентрация значительных войсковых сил российского советского правительства в пределах Дагестана — в Дербентском районе у границ Азербайджанской Республики. Азербайджанское правительство, не будучи осведомлено о намерениях советского правительства, просит срочно уведомить о причинах и целях концентрации войск в указанных районах».
В 3 часа ночи 21 апреля командование Кавказского фронта издало директиву командованию XI армии и Волжско-Каспийской военной флотилии о наступлении на Баку. В середине апреля 1920 г. части XI Красной армии, разбив остатки войск Деникина подошли к северным границам Азербайджана. Операцию по овладению территории Бакинской губернии приказывалось начать 27 апреля в районе ст. Ялама — Баку с поддержкой десанта и закончить в пятидневный срок, не допуская порчи нефтяных промыслов.

## Начало операции
23 апреля вышла новая директива командования Кавказского фронта, приказывающая «конечной задачей 11 армии считать не овладение Бакинской губернией, а овладение всей территорией Азербайджана». Реввоенсовет в лице Орджоникидзе и Кирова, учитывая имеющиеся трудности, принял решение двинуть внезапно бронепоезда с десантным отрядом в Баку и к морскому порту, чтоб парализовать азербайджанское правительство.
С вечера 26 апреля войскам объявляется боевой приказ № 52 от 25 апреля, касающийся предстоящей операции. Реввоенсовет приказал всем войскам, кроме отряда бронепоездов с десантным отрядом, перейти с рассветом 27 апреля в наступление. 
27 апреля 1920 года в 00 часов 05 минут красноармейский десантный отряд пересёк российско-азербайджанскую границу. На подходе к станции Ялама 11-я Красная fрмия после непродолжительного боя разбила две роты Кубинского полка азербайджанской армии, а утром следующего дня практически без боя взяла станцию Худат (2 батареи конно-горного дивизиона были застигнуты врасплох, бросив свои позиции и орудия). Утром 28 апреля 4 бронепоезда с десантом под командованием М. Г. Ефремова вошли в Баку. С интервенцией Советской России Азербайджанская Демократическая Республика пала.